# Stegana triseta
Stegana triseta är en tvåvingeart som först beskrevs av Oswald Duda 1925.  Stegana triseta ingår i släktet Stegana och familjen daggflugor.
Artens utbredningsområde är Costa Rica. Inga underarter finns listade i Catalogue of Life.